# Билимович, Антон Дмитриевич
Антон Дмитриевич Билимович (8 февраля 1879, Житомир, Российская империя — 17 сентября 1970, Белград, Югославия) — российский и югославский математик, известен как один из основателей белградской школы механиков. Ректор Новороссийского университета (ныне — Одесский национальный университет имени И. И. Мечникова)(1917—1919). Приват-доцент, профессор, член-корреспондент (1925), действительный член (1936) Сербской Академии наук и искусств.

## Биография
Родился в семье военного врача в Житомире. Брат экономиста Александра Дмитриевича Билимовича. В 1896 г. с отличием окончил Киевский кадетский корпус. Готовясь к военной карьере, продолжил обучение в Николаевском инженерном училище в Петербурге, но потом решил перейти в университет. Для этого он сдал экзамены по латинскому и греческому языкам и поступил на математическое отделение физико-математического факультета Киевского университета.
В 1903 г. закончил Киевский университет с дипломом первой степени и золотой медалью за работу «Применение геометрических производных к теории кривых и поверхностей», которую напечатали в . Здесь он становится учеником известных механиков К. Г. Суслова и П. В. Воронца. После окончания университета он был оставлен как стипендиат и внештатный ассистент кафедры теоретической и прикладной механики. В 1907 г. получил звание приват-доцента кафедры теоретической и прикладной механики Киевского университета, где в 1912 г. защитил магистерскую диссертацию «Уравнения движения для консервативных систем и их приложения».
С 1915 г. — ординарный профессор кафедры прикладной математики Новороссийского университета (Одесса), в марте 1917 г. становится первым демократически избранным ректором Новороссийского университета, проработав на этом посту до апреля
В 1919 г. и с сентября по ноябрь этого же года. В 1919 г., будучи попечителем Одесского учебного округа, преподавал теоретическую механику на Высших женских курсах. В этом же году он представил в Совет университета частично напечатанную монографию «Соприкасательные движения твёрдого тела» в качестве докторской диссертации, но защитить её не успел.
В январе 1920 г. оставил Одессу и вскоре нашёл убежище в Сербии. 20 апреля 1920 г. он начал работать по контракту, а с 3 ноября 1926 г. — штатным ординарным профессором прикладной математики на философском факультете Белградского университета. Был одним из основателей Российского академического кружка в Югославии (1920), Математического института Сербской АН (1946), Югославского общества механиков (на съезде общества в . был избран его почётным председателем).
Жена — художница Киселёва, Елена Андреевна.
Умер в Белграде 17 сентября 1970 года. Похоронен на Новом кладбище в Белграде.

## Научная деятельность
Математик, механик, научные интересы в области аналитической механики. Вступив в Киевское физико-математическое общество, стал его секретарём. В это время вышла его первая научная публикация «Элементарное построение Штейнеровского эллипса». На заседаниях физико-математического общества докладывал свои математические работы, которые относились к дифференциальной геометрии. Вступив в должность приват-доцента кафедры теоретической и прикладной механики Киевского университета в 1907 г., читал курс лекций «Малые колебания» и вёл практические занятия по аналитической механике.
В апреле 1915 г. стал ординарным профессором кафедры прикладной математики Новороссийского университета. На этой должности он читает базовый курс теоретической механики, дополнительные разделы динамики твёрдого тела, теорию упругости, а также спецкурсы по интегрированию уравнений механики и по теории аэроплана. Одновременно возглавляет механическую мастерскую университета и кабинет механики (1915—1917), продолжает научную работу в области аналитической механики.
После смерти А. М. Ляпунова 3 ноября 1918 г.. возглавил комиссию по сохранению, обработке и подготовке к печати работ академика, благодаря чему была сохранена его рукопись «О некоторых фигурах равновесия вращающейся жидкости».
В январе 1920 г.. оставил Одессу и вскоре нашёл убежище в Сербии, где создал большую научную школу по аналитической механике. Ему также принадлежит заслуга создания в Сербии (в 1920—1960-е гг.) ряда научных объединений и институтов, участие в издательской деятельности соотечественников-эмигрантов: Российского академического кружка (апрель .), Российского научного института, двух изданий «Материалов для библиографии русских научных трудов за рубежом», Математического института Сербской Академии наук, открытие которого состоялось в мае 1946. В 1949 г.. вышел первый том «Трудов математического института Сербской Академии наук». Именно в этом издании в течение нескольких лет он печатал свои работы, включая воспоминания «Ляпунов в Одессе» (1956). Кроме того, А. Д. Билимович был одним из основателей Югославского общества механиков.
Научная деятельность была отмечена избранием его 18 февраля 1925 г. членом-корреспондентом, а 17 февраля — 1936 г. действительным членом Сербской Академии наук и искусств.

## Научные труды
- Геометрические дифференциалы в теории поверхностей / А. Д. Билимович. — Киев, 1905. — 13 с.
- Уравнения движения для неконсервативных систем с линейными интегралами / А. Д. Билимович. — Киев, 1910. — 21 с.
- Уравнения движения для неконсервативных систем с линейными интегралами / А. Д. Билимович. // Изв. Киев. ун-та. — 1910. — Т. 50, № 10. — С. 23-43.
- Уравнения движения для консервативных систем и их приложения / А. Д. Билимович. — Киев, 1912. — VIII, 160 с.
- К учению о траектории неголономной системы // Зап. имп. Новорос. ун-та, Физ.-мат. фак. — 1916. — Вып.10. — С. 57.
- К вопросу об основах механики / А. Д. Билимович // Русская мысль. — 1917. — Нояб.-дек. — 83 с.
- Соприкасательные движения твёрдого тела / А. Д. Билимович. — Одесса : Техник, 1919. — Т. 1, ч. 1 : Движение с одной степенью свободы. — 11, 335 с.